# BREAD
BREAD — (B.R.E.A.D., акронім Browse Read Edit Add Delete) — це шаблон дії контролера, який використовується для зіставлення дій проти операцій, які можуть бути виконані на основі запис/запис бази даних. BREAD схожий з CRUD, але перший розбиває дію читання на дві, що має принципову різницю.
Даний шаблон є більш безпечний в плані захисту даних у порівнянні з CRUD.